# Súng phóng xiên

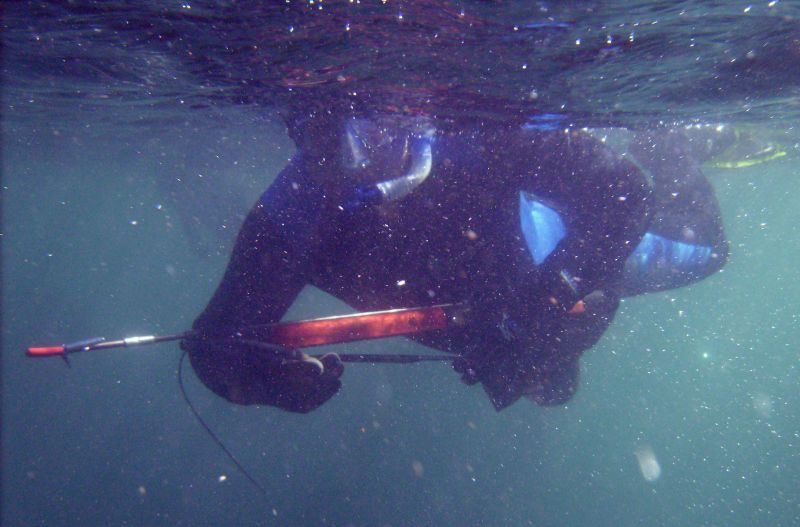
Một cây súng phóng xiên

Súng phóng xiên hay Súng phóng giáo (tên tiếng Anh: Speargun hoặc Harpoon gun) là một dụng cụ chuyên dụng được chế tạo và trang bị cho các thợ lặn hay người nhái hoạt động trong môi trường nước dùng để săn bắt các động vật dưới nước, đánh bắt cá hoặc dùng để tự vệ, chống trả các loài động vật biển nguy hiểm (như cá mập, bạch tuộc....)

## Cấu tạo, cơ chế hoạt động
Súng phóng xiên có cấu tạo gồm: Một cây xiên lắp ở đầu súng. Bệ súng có chiều dài thường là từ 0,5 m đến 2 m (1,5 ft đến 6,5 ft), súng có hình tròn hoặc hình chữ nhật, có đường kính/chiều rộng khoảng từ 28 mm - 75 mm (1 đến 3).
Cơ chế hoạt động của khẩu súng này là bắn một cây xiên (cây xiên thường có hình đầu mũi tên). Các loại súng phóng xiên sử dụng hai kiểu thông dụng là cấu tạo súng từ cao su, lợi dụng lực đàn hồi của cao su để phóng xiên đi trong môi trường nước, loại thứ hai là sử dụng khí nén tạo áp lực mạnh để đẩy xiên đi.